# Юрика (округ Полк, Вісконсин)
Юрика (англ. Eureka) — місто (англ. town) в США, в окрузі Полк штату Вісконсин. Населення — 1737 осіб (2020).

## Демографія
Згідно з переписом 2010 року, у місті мешкало 1649 осіб у 642 домогосподарствах у складі 489 родин. Було 756 помешкань
Расовий склад населення:
| - 98,1 % — білих - 0,5 % — корінних американців - 0,1 % — чорних або афроамериканців - 0,1 % — азіатів |

До двох чи більше рас належало 1,0 %. Частка іспаномовних становила 0,7 % від усіх жителів.
За віковим діапазоном населення розподілялося таким чином: 23,3 % — особи молодші 18 років, 62,6 % — особи у віці 18—64 років, 14,1 % — особи у віці 65 років та старші. Медіана віку мешканця становила 43,3 року. На 100 осіб жіночої статі у місті припадало 108,5 чоловіків;  на 100 жінок у віці від 18 років та старших — 109,3 чоловіків також старших 18 років.
Середній дохід на одне домашнє господарство  становив 72 851 долар США (медіана — 58 077), а середній дохід на одну сім'ю — 81 948 доларів (медіана — 68 224). Медіана доходів становила 42 500 доларів для чоловіків та 42 667 доларів для жінок. За межею бідності перебувало 8,5 % осіб, у тому числі 12,4 % дітей у віці до 18 років та 7,0 % осіб у віці 65 років та старших.
Цивільне працевлаштоване населення становило 821 особа. Основні галузі зайнятості: освіта, охорона здоров'я та соціальна допомога — 28,7 %, виробництво — 25,8 %, будівництво — 10,2 %, сільське господарство, лісництво, риболовля — 8,4 %.